# Rødovre HK
Rødovre Håndboldklub,  förkortat RH, är en handbollsklubb från Rødovre i Danmark. Klubben bildades 1953. 
2019 spelar herrseniorlaget  i 2. divisionen och damerna i 2. divisionen. Klubbens främsta merit är vinsten i Danska Mästerskapet för damer säsongen1986 -1987. Klubben har haft flera landslagsspelare (16) främst bland dessa  Mette Vestergaard,  Mona Christensn och Lone Orby som spelat för klubben. 

## Ungdomsverksamheten[1]
Klubben är också känd för sin goda ungdomsverksamhet. Medlemsantalet steg under 70-talet och därmed kvalitén på klubbens spelare.1976 kom de första spelarna med i ungdomslandslagen John Erik Kristensen och Mona Fredriksen.1977 vann klubben sin första DM-titel. Det var i Græsted  damungdomarna vann DM. Damungdomarna vann DM de följande två åren 1977 och 1978, men tvingades att nöja sig med silver 1979,  innan de åter vann DM följande tre år 1980,1981 och 1982. Sex DM-guld på 7 år! Året man inte vann spelade tre juniorer i A-laget. Lone Orby var en av dessa tre. Lone var  med i seniorlaget som vann DM-guld 1987. Hon spelade också i landslaget som lagkapten till dess att två knäskador avslutade karriären. Hon spelade 38 landskamper. De andre ungdomslagen var inte sämre. 1977-1994 vann Rødovre HK  20 DM-titlar för ungdom. Fyra av dessa togs samma år 1981 då både pojkar, flickor, damjunior och damungdomar  vann. Efter 1997 var det sämre med  DM-deltagandet – intill 2009 då U14 flickorna vann silver och 2011 då U16 flickorna vann guld. Siden starten 1977 har vi vunnit 41 medaljer på ungdomssidan. Som mest hade klubben sex spelare i A-landslaget. Även på senare år har klubben fostrat flera spelare i ungdomslandslagen.

## Meriter
- DM-guld för seniorer 1986-1987
- 41 medaljer i DM för ungdomar varav 20 DM-guld 1977-1994

### Fotnoter
1. ↑  ”RH vandt fire af 6 u-dm”. https://www.rodovrehk.dk/klub/rodovre-hk/sider/rh-vandt-fire-ud-af-6-u-dm. Läst 26 mars 2019.
2. ↑  ”haslund info / Lone Orby Christensen”. http://www.haslund.info/haandbold/20_dame/20_spillere/chrlon.asp. Läst 26 mars 2019.